# Monte Termine
Der Monte Termine, slowenisch V koncu špica ist ein 2350 m s.l.m. respektive 2351 m. i. J. hoher Gipfel der Julischen Alpen an der italienisch-slowenischen Grenze südlich von Thörl-Maglern.

## Lage und Landschaft

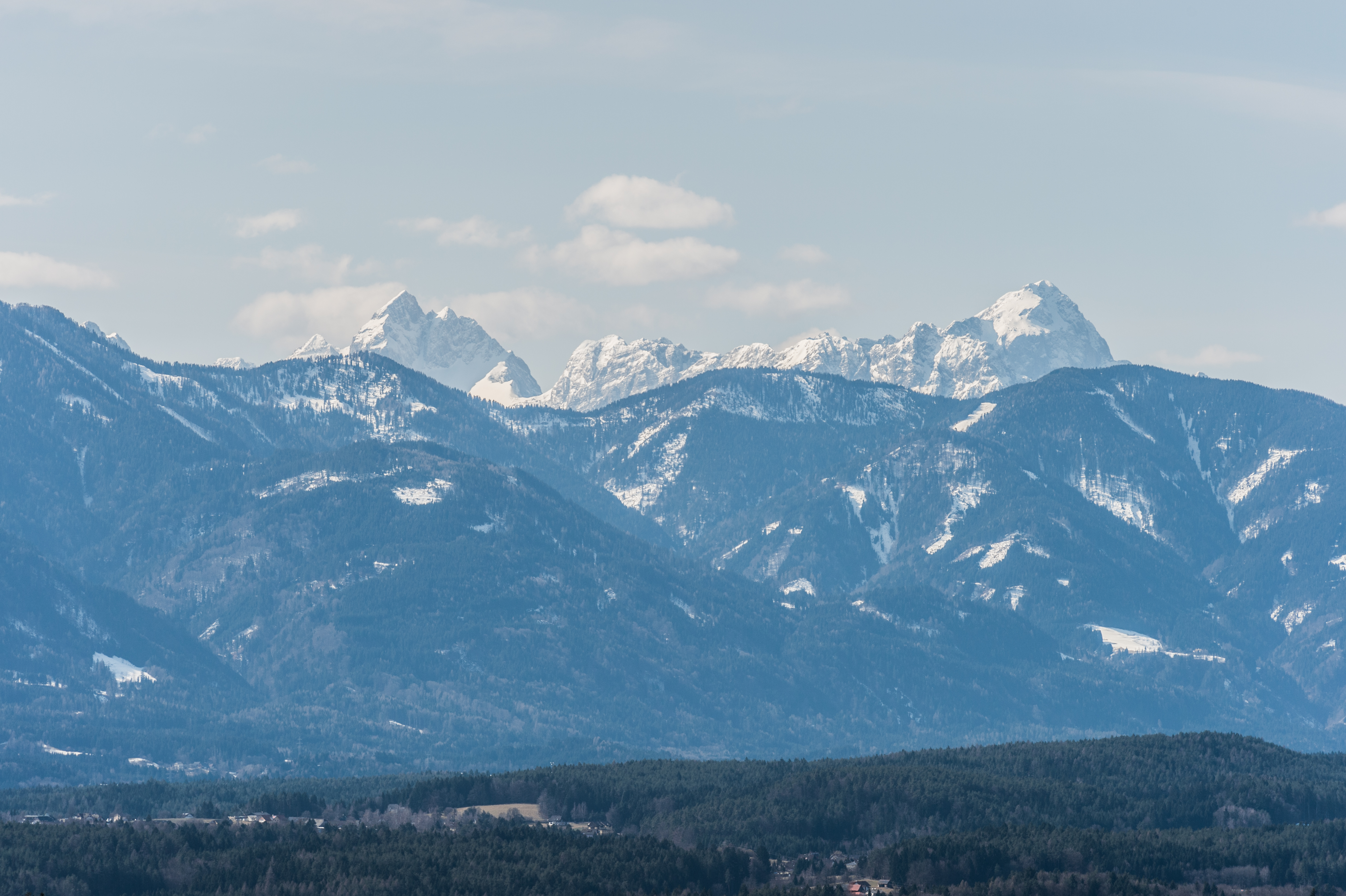
Der Grat Jalovec (links) – Mangart (rechts) aus dem Gailtal bei Wernberg (Ossiacher Tauern), davor die Westabdachung der Karawanken bei Thörl-Maglern

Die Berg liegt zwischen dem Val Romana (Weißenfelser Tal, Römertal) des Kanaltal (Val Canale), der Planica des obersten Savetals (slowenisch Dolina Save) und dem obersten Sočatal (Dolina Soče, Isonzotal), im Nordgrat der Mangartgruppe, 11 Kilometer südöstlich von Tarvis (Tarvisio), 9 Kilometer südwestlich von Kranjska Gora und 15 Kilometer nordöstlich von Bovec.
Der Felsgipfel erhebt sich unscheinbar im zerklüfteten Grat. Der Hauptgrat läuft ostwärts über die Forcella Sagherza/Zagerca (2150 m) zum Piccolo Mangart di Coritenza/Mali Koritniški Mangart (2380 m), dem östlichsten Gipfel des Mangart-Massivs (2677 m). Nach Norden führt er weiter über das Sella Veunca/Vevnica (2278 m) zur Veunca/Vevnica (2340 m) und über Cima Strugova/Strugova špica (2265 m) und Ponza/Ponca (2275 m) zum Valico di Fusine/Rateče (Ratschacher Sattel, 850 m). Nach Süden führt der Hauptkamm der Julier über die Kotova špica (2376 m) und den Kotovo sedlo (2138 m) zum Stock des Jalovec (2645 m)
Im Norden liegt das weitgehend wasserlose Einzugsgebiet des Rio del Lago, der über die Laghi di Fusine (Weißenfelser Seen), den Ort Fusine in Valromana und den Rio Bianco zur Slizza/Gailitz und Gail geht. Nordöstlich liegt das ebenfalls wasserlose Hochtal Tamar des Planica-Tals, das in der Tiefe zur Sava Dolinka, dem Oberlauf der Save/Save, entwässert. Südwestlich befindet sich das Hochtal Loška Kortnica, das Quellgebiet der Kortnica, die bei Bovec in die Soča mündet. Gail (zur Drau/Drava) und Save gehen zur Donau, Soča/Isonzo zur Adria. Damit gehört der Gipfel zur Wasserscheide Mittelmeer–Schwarzes Meer.
Dass der Berg den Talschluss dreier Täler bildet, gibt ihm den Namen, die Flur V koncu (‚Im Ende‘) liegt auf der Sočaseite im Loška Kortnica direkt unterhalb.

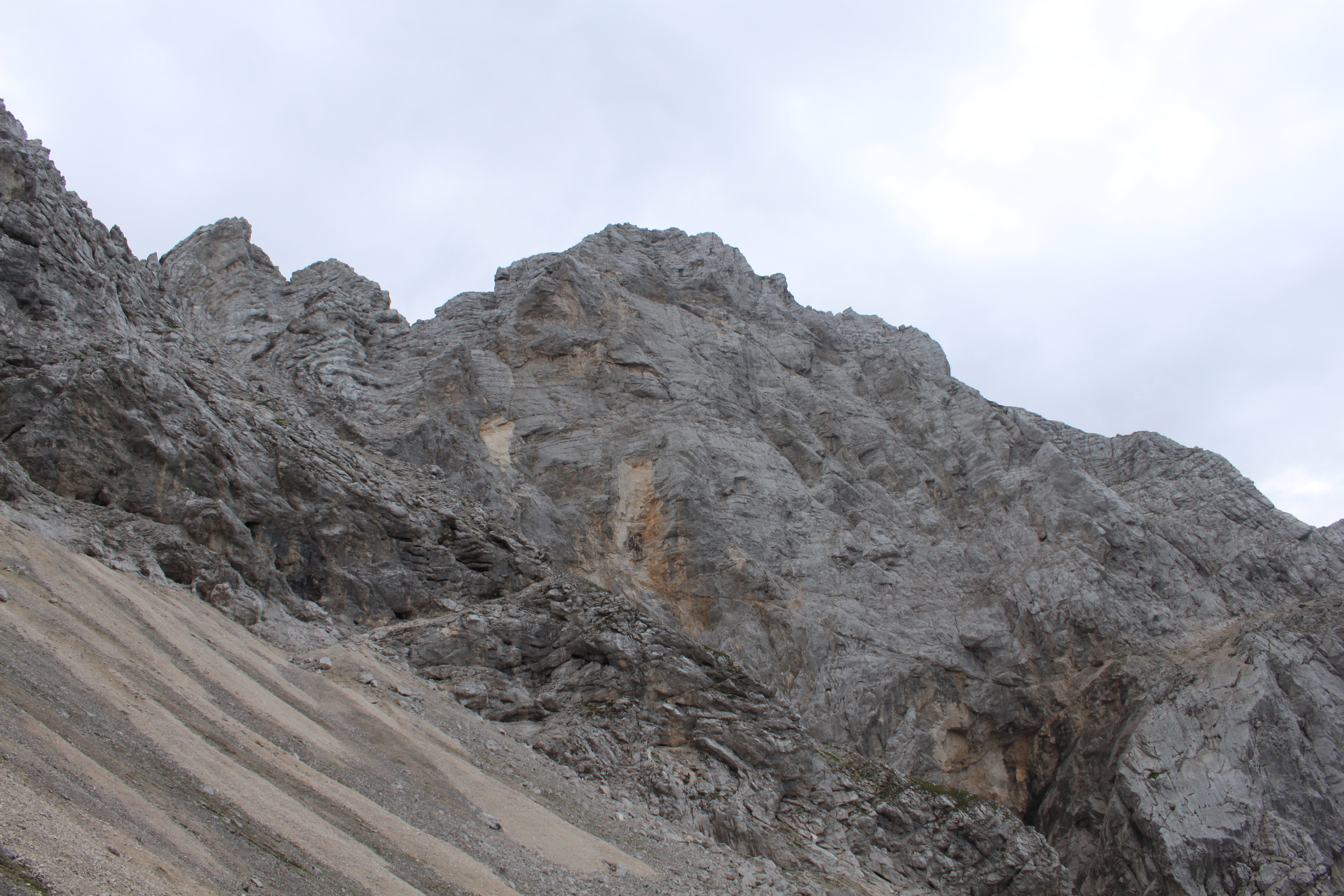
Soča-seitiger Talschluss, mittig die Kotova špica, links die V koncu špica
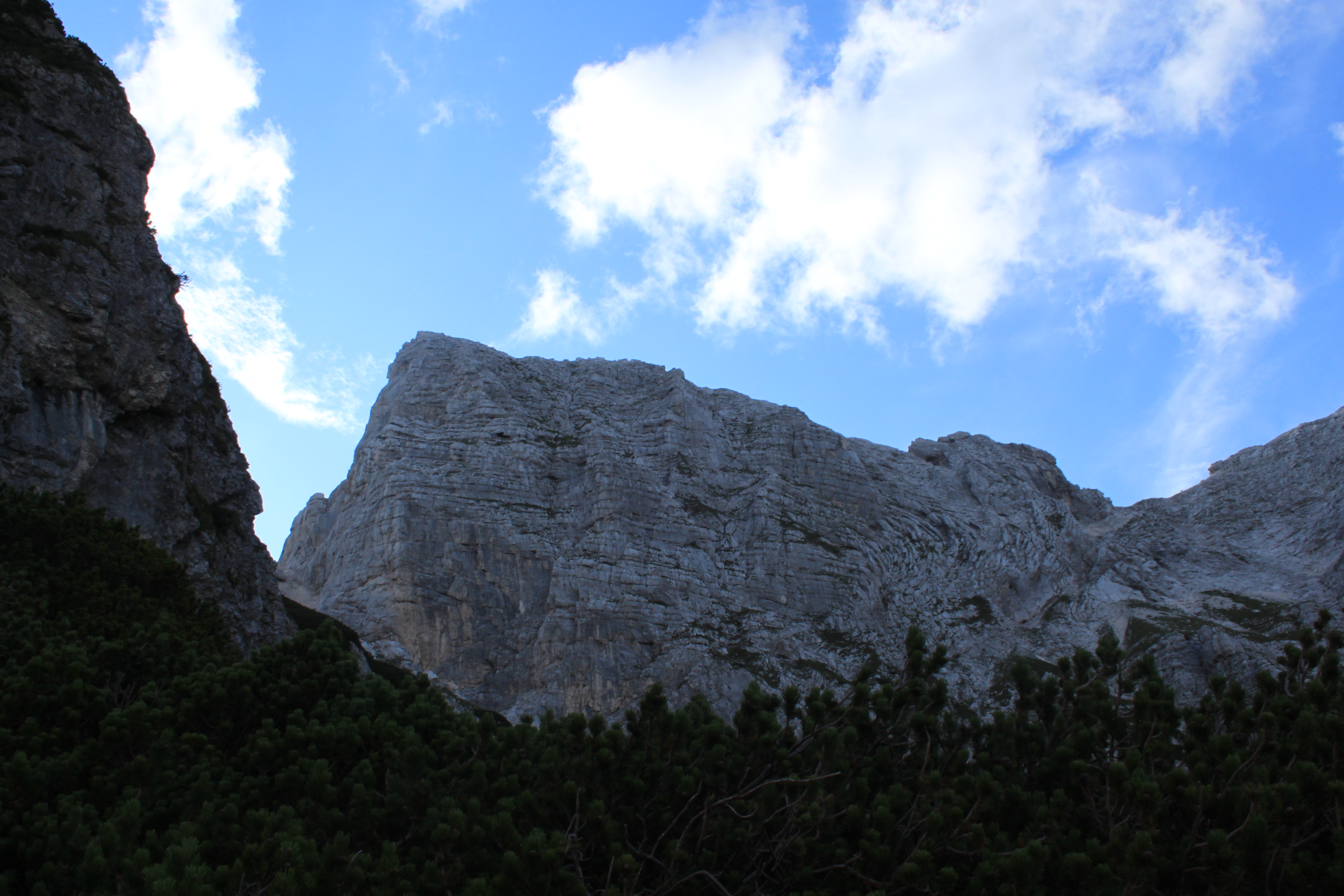
Kotova špica (links) und V koncu špica (rechts) aus dem Tamar, dem Hintertal von Planica
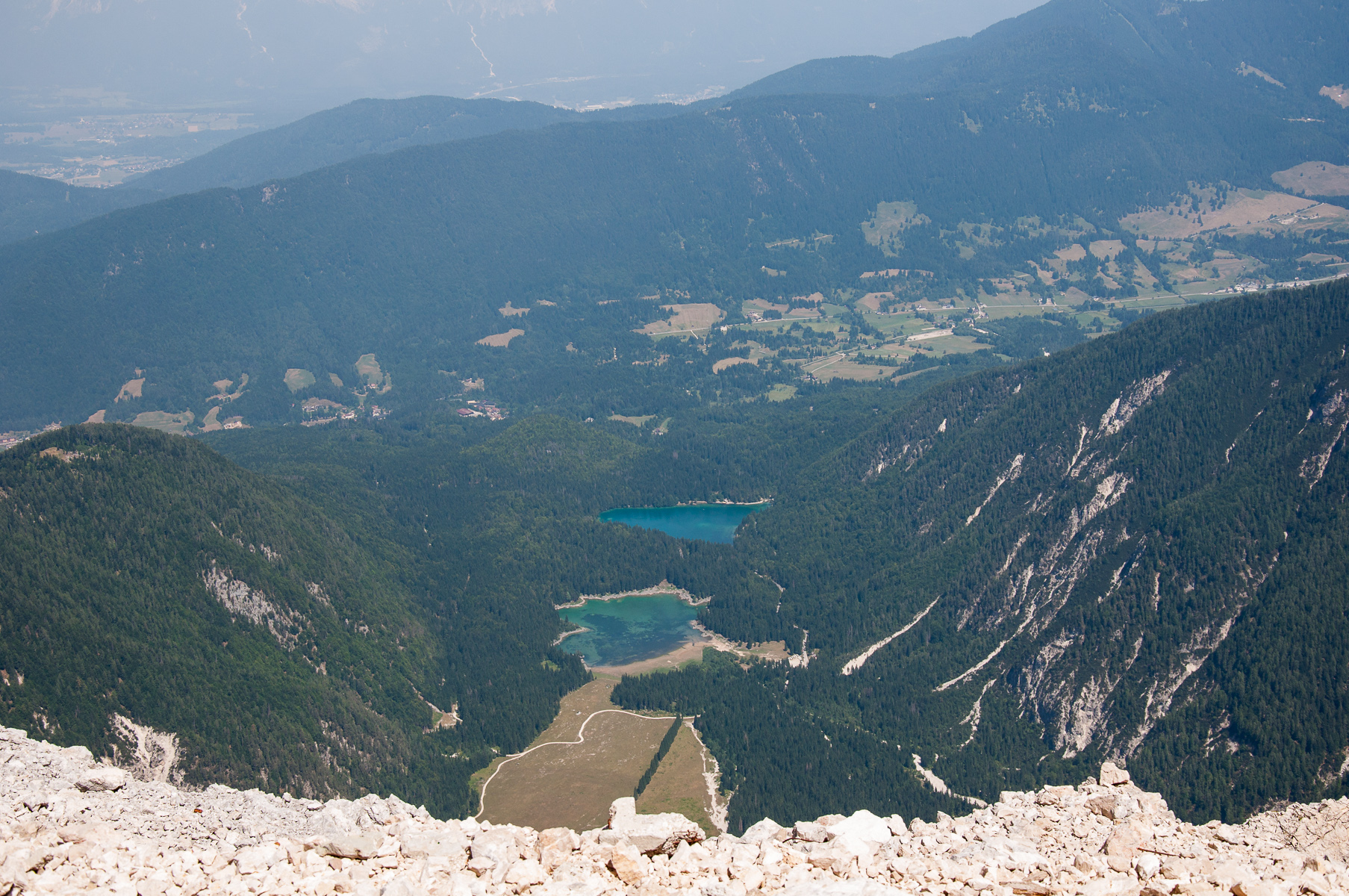
Blick in die italienische Seite, Laghi di Fusine und Valromana (hier vom Mangart)
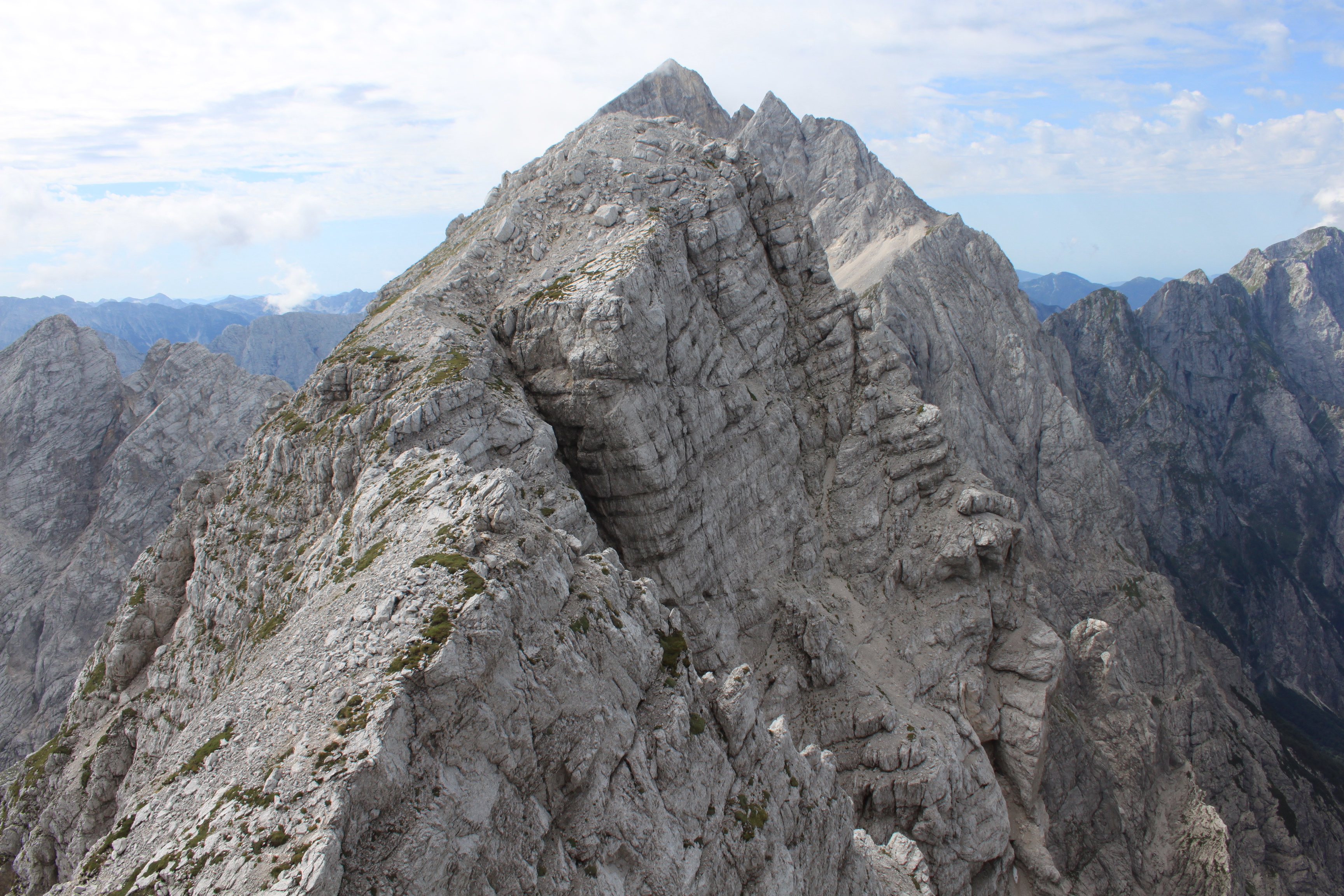
Blick von der V koncu špica über die Kotova špica auf den Jalovec

## Besteigung
Von der italienischen Seite herauf führt der Weg über Alpe Tamer und Rifugio Luigi Zacci auf das Forcella Sagherza/Zagerca, wo das Bivacco Alberto Busetti für Mangert-Besteigungen liegt (Via della Vita). Etwas unterhalb zweigt auch der Weg in das Sella Veunca/Vevnica ab, der zur Ponza-Überschreitung führt (Via degli Alpini). Von der Sočaseite geht der Weg zum Mangert und zur Biwakschachtel über V koncu. Die Ostseite aus der Planica – Tamar ist nicht ausmarkiert, dort liegt am Jalovec das Bivak na Kotovem sedlu. Der Gipfel selbst in nur weglos hochalpin erreichbar, die Überschreitung Forcella Sagherza – Sella Veunca ist einfacher, der Weg über die Kotova špica ausgesetzt mit Kletterstellen.
Genau am Gipfel steht der italienisch-slowenische Grenzstein von der Festlegung der Grenzen im Vertrag von Rapallo 1920.